# Радиоизотопно датиране
Радиоактивното датиране е техника, използвана за датиране (определяне на възрастта) на вещества. Основава се на сравнението между концентрацията на естествено срещащите се радиоактивни изотопи и продуктите на техния разпад, с използването на познати нива на разпад. Методът е основният източник на информация за абсолютната възраст на скалите и други геоложки белези, включително възрастта на Земята. Използва се за датиране на редица вещества с естествен и с антропогенен произход. Измежду най-известните разновидности на метода са датирането по въглерод-14 (14C), датирането по калий-аргон и датирането по уран-олово. Радиоактивното датиране позволява да се установят геоложки времеви периоди, което го прави важен източник на информация за установяване възрастта на фосили и за проследяване на темпа на еволюционните промени. Данните, получени с радиоактивното датиране, се използват и за определяне на възрастта на археологични материали, включително предмети от древността.
Съществуват различни методи за датиране в зависимост от периода от време, в рамките на който те дават точни резултати и материалите, за които могат да бъдат използвани.

## Основи на радиоактивното датиране
Всяко вещество се състои от химични елементи, всеки със съответния атомен номер, т.е. брой на протоните в атомното ядро. Освен това, елементите могат да съществуват под формата на различни изотопи, като всеки изотоп се различава по броя на неутроните в ядрото. Даден изотоп на даден елемент се нарича още нуклид. Някои нуклиди се характеризират с това, че по природа са нестабилни. Това означава, че в определен момент атомът се превръща от един нуклид в друг. Трансформацията се осъществява по различни начини, включващи радиоактивност (излъчване на частици като електрони, позитрони или алфа частици), спонтанно сливане или улавяне на електрони.
Докато точният момент на разпадане на едно атомно ядро е непредсказуем, една съвкупност от атоми на радиоактивни нуклиди се разпада експоненциално с темп, който се описва с параметър, известен като период на полуразпад. Периодът на полуразпад се дава обикновено в години за нуждите на методите за датиране. След един период на полуразпад, половината от атомите на въпросния нуклид ще са се разпаднали и ще са се превърнали в производен (дъщерен) нуклид. В много случаи продуктът на разпада (производният нуклид) също е радиоактивен, което води до верижна реакция на ядрен разпад. Процесът приключва накрая с образуването на стабилен (нерадиоактивен) производен нуклид. Всяка стъпка от един верижен процес се характеризира със собствен период на полуразпад. В подобни случаи, определящ за радиоактивното датиране е най-дългият период на полуразпад във веригата, който представлява лимитиращ фактор за темпа на окончателното превръщане на радиоактивния нуклид в стабилен производен нуклид. Системите от изотопи, които се подлагат на радиоактивно датиране, имат периоди на полуразпад от около 10 години (например тритий) до над 100 милиарда години (например самарий-147).
Обикновено периодът на полуразпад на един нуклид зависи единствено от ядрените му свойства и не се влияе от външни фактори като температура, налягане, химична среда, наличие на магнитно или електрическо поле. При някои нуклиди, които се разпадат чрез привличане на електрони, като например берилий-7, стронций-85 и цирконий-89, темпът на разпад може да бъде слабо повлиян от концентрацията на намиращите се в близост електрони. По тази причина тези изотопи може да не са подходящи за радиоактивно датиране. По принцип периодът на полуразпад на който и да е нуклид е константа. По тази причина, във всяко едно вещество, което съдържа радиоактивен нуклид, отношението на количеството на първоначалния нуклид спрямо продукта (продуктите) на разпада се изменя по предсказуем начин с течение на времето. Тази предсказуемост дава възможност относителната концентрация на свързаните нуклиди да бъде използвана като часовник, който измерва времето от обединяването на първоначалните нуклиди във вещество до настоящия момент.
Процесът, при който се образуват специфични вещества, често пъти се съсредоточава в образуването на един елемент. В най-простия случай веществото ще включва изходните нуклиди и ще отхвърля производните. В този случай, само атомите на производния нуклид, налични в една проба, трябва да са били отложени от радиоактивен отпад откакто пробата е била образувана. Когато веществото включва едновременно изходни и производни нуклиди по време на образуването, необходимо е да се направи корекция в първоначалното съотношение между радиоактивното вещество и неговата производна. Обикновено това се прави чрез изграждане на изохрон, например при датиране по рубидий-стронций.
За прецизно радиоактивно датиране се изисква да са спазени редица условия: нито изходните нуклиди, нито производният продукт не трябва да може да навлезе или да напусне веществото след образуването му; изходното вещество трябва да има достатъчно дълъг период на полуразпад, за да бъде налично в достатъчно количество по време на измерването (освен ако не става въпрос за техниките при датиране по краткотраен изчезнал радиоактивен нуклид); периодът на полуразпад на изходния нуклид трябва да се знае с голяма точност; трябва да се е образувал достатъчен производен продукт, за да бъде точно измерен и разграничен от първоначално наличното количество производен продукт във веществото. Техниките на изолиране и анализиране на изходния и производния нуклиди трябва да бъдат прецизни и точни. Това обикновено включва изотопен анализ с масспектрометър.
За разлика от другите методи на радиоактивно датиране, при метода на следите на делене на уран не се измерва концентрацията на изотопа, а оставените следи от високоенергетични частици, излъчени при разпада. Те формират линейни дефекти в кристалната решетка на околните материали, наречени следи от спонтанното делене (spontaneous fission tracks)

### Блокираща температура
Ако веществото, което избирателно отхвърля производния нуклид, бъде затоплено, всички производни нуклиди, които са се акумулирали в него с времето ще бъдат загубени чрез дифузия. По този начин изотопният часовник се нулира. Температурата, при която това става, е известна като блокираща температура, характерна за всяко вещество и изотопна система. Тези температури се определят експериментално при лабораторни условия при изкуствено нулиране на проби от минерали, подложени в топилня на висока температура.

### Уравнение за изчисляване на възрастта
Имайки предвид, че радиоактивният изходен елемент се разпада до стабилен производен продукт, , математическият израз, който дава връзката между радиоактивния отпад и геологичното време, т.е. уравнението за изчисляване на възрастта, е :
{\displaystyle t={\frac {1}{\lambda }}{\ln \left(1+{\frac {D}{P}}\right)}}
където
{\displaystyle t=}възраст на пробата
{\displaystyle D=}брой атоми на производния изотоп в пробата
{\displaystyle P=}брой атоми на изходния изотоп в пробата
{\displaystyle \lambda =}константа на разпада на изходния изотоп
{\displaystyle \ln =}натурален лотаритъм
Константата на разпад (или темп на разпад) представлява частта от броя атоми на радиоактивния нуклид, които се разпадат за единица време. Тя е обратнопропорционална на радиоактивния период на полуразпад на изходния изотоп, и може да се получи от таблици (като например тази тук).

### Ограничение на метода
Въпреки че по принцип радиоактивното датиране е точно, прецизността зависи от старанието, с което методът е приложен. Задължително трябва да се отчете възможно смущаващо влияние от първоначалното наличие на изходни и производни изотопи, както и влиянието на всяка загуба или прибавяне на изотопи след образуване на образеца.
Прецизността се увеличава, ако измерванията се правят в няколко проби, взети от различни части на едно и също скално тяло. Освен това, ако няколко различни минерала от същия образец могат да бъдат датирани и се приеме, че те са се образували при едни и същи условия и по едно и също време и следователно са били в равновесно положение с образуващия ги материал, те би трябвало да образуват изохрон. На последно място, за потвърждаване възрастта на образеца може да се търси корелация между различни методи на изотопно датиране.
Прецизността на метода за датиране зависи отчасти от периода на полуразпад на изследвания радиоактивен изотоп. Имайки предвид, че въглерод-14 има период на полуразпад около 6000 години, то ако един организъм е умрял преди 60 000 години, в останките му има толкова малко остатъчно количество въглерод-14, че точното датиране е невъзможно. От друга страна, концентрацията на въглерод-14 пада в началото толкова рязко, че в рамките на няколко десетилетия след смъртта, възрастта на относително млади останки може точно да бъде определена.

## Съвременни методи на датиране
От края на 1970-те става възможно извършването на радиоактивно датиране при много малки проби (от порядъка на една милиардна част от грама) като се използва масспектрометър (на английски: accelerator mass spectrometry, AMS) за директно броене на броя атоми на изотопите на 14C и 12C в образеца. Масспектрометърът е изобретен през 1940-те и принципът му на действие се състои в генериране на сноп йонизирани атоми от тестваната проба. Йоните преминават през магнитно поле, което ги отклонява към различни сензори, познати под името детектор на Фарадей (уловител на Фарадей), в зависимост от масата и нивото им на йонизация. В уловителите йоните създават много слаб ток, който може да бъде измерен, с което се определя нивото на влияние и относителната концентрация на различните атоми в снопа.
Към днешно време методът AMS е наложен като стандартен. В допълнение към подобрената точност, AMS има още две предимства пред традиционния метод на регистрация на бета-разпад: може да се извършва върху много малки образци и е много по-бърз.

### Датиране по уран-олово
Датирането по уран-олово е един от най-старите начини на датиране , както и един от най-добрите. Той е усъвършенстван до такава степен, че грешката при датиране на скали на възраст около два милиарда и половина години е не повече от два милиона години.
Датирането по уран-олово често се извършва на минерала „циркон“ (ZrSiO4), но може да се прилага и на други вещества. Цирконът включва в кристалната си решетка ураниеви атоми като заместители на циркониевите, а атомите на оловото биват изхвърляни. Минералът циркон има много висока блокираща температура, устойчив е на механична ерозия и е химически силно инертен. Цирконът образува многобройни пластове по време на метаморфозни преобразувания, като всеки пласт представлява запис на изотопната възраст на метаморфозата.
Едно от огромните предимства на този минерал е, че пробата съдържа два часовника – единият се основава на разпада на уран-235 в олово-207, с период на полуразпад 700 милиона години, а другият се основава на разпада на уран-238 в олово-206, с период на полуразпад около 4,5 милиарда години. По този начин в една проба е заложена възможността за кръстосана проверка, което позволява точно определяне на възрастта на пробата дори и ако част от оловото я е напуснало.

### Датиране по рубидий-стронций
Датирането по рубидий-стронций се основава на бета-разпада на рубидий-87 на стронций-87, с период на полуразпад 50 милиона години. По този начин се датират стари магмени и метаморфни скали, както и проби от Луната. Блокиращите температури са толкова високи, че не създават проблеми за датирането. Датирането по рубидий-стронций не е толкова точно, колкото това по уран-олово. Грешките при него са от порядъка на 30 – 50 милиона години за проба на възраст 3 милиарда години.
Два други метода биват използвани за датиране на много стари образци. Датирането по калий-аргон включва улавяне на електрони или на позитрони при разпада на калий-40 на аргон-40. Калий-40 има период на полуразпад 1.3 милиарда години, поради което методът е подходящ за датиране на най-старите скали. Радиоактивният калий-40 се среща в слюдата, фелдшпатите и хорнбленда, въпреки че блокиращата температура в тях е доста ниска – от около 125 °C (слюда) до 450 °C (хорнбленда).

## Методи за датиране при кратък времеви обхват
Датирането по въглерод 14 се ограничава максимум до период от 58 000 – 62 000 години.

## Видове радиоактивно датиране
- датиране по аргон-аргон (Ar-Ar)
- датиране по метода на следите на делене (fission-track method)
- датиране по хелий-хелий (He-He)
- датиране по йодин-ксенон (I-Xe)
- датиране по лантан-барий (La-Ba)
- датиране по олово-олово (Pb-Pb)
- датиране по лутеций-хафний (Lu-Hf)
- датиране по неон-неон (Ne-Ne)
- датиране с оптично симулиране на луминисценция
- датиране по калий-аргон (K-Ar)
- датиране по въглерод-14
- датиране по рений-осмий (Re-Os)
- датиране по рубидий-стронций (Rb-Sr)
- датиране по самарий-неодим (Sm-Nd)
- датиране по уран-олово (U-Pb)
- датиране по уран-олово-хелий (U-Pb-He)
- датиране по уран-торий (U-Th)
- датиране по уран-уран (U-U)